# Blå tallspinnarstekel
Blå tallspinnarstekel (Acantholyda erythrocephala) är en stekelart som först beskrevs av Carl von Linné.  Acantholyda erythrocephala ingår som enda art i släktet Acantholyda och familjen spinnarsteklar. Arten är reproducerande i Sverige. Inga underarter finns listade i Catalogue of Life.